# December 2019
Dit artikel geeft een chronologisch overzicht van de belangrijkste gebeurtenissen per dag in de maand december van het jaar 2019.

## Gebeurtenissen

### 2 december
- De tyfoon Kammuri komt aan land op de Filipijnen. Honderdduizenden bewoners moeten vluchten en er vallen meerdere doden.[1]
- In Madrid gaat de 25e klimaatconferentie van de Verenigde Naties van start. (Lees verder)

### 9 december
- In Nieuw-Zeeland barst de vulkaan White Island uit op een moment dat er 47 mensen, vooral toeristen, op het eiland zijn. Er vallen uiteindelijk 19 doden.[2]

### 10 december
- Bij een aanval op een legerkamp in Inates, een Nigeriaanse plaats bij de grens met Mali, vallen meer dan 70 doden. De aanval wordt opgeëist door Islamitische Staat.[3]

### 11 december
- In het Amerikaanse Jersey City vallen zes doden tijdens een urenlang vuurgevecht, dat begon met het doodschieten van een politieman.[4]
- De Zweedse klimaatactiviste Greta Thunberg wordt verkozen tot TIME Person of the Year.[5]

### 12 december
- De Britse Lagerhuisverkiezingen leveren winst op voor de Conservatieven, die met 365 van de 650 zetels een ruime meerderheid veroveren. Ook de Scottish National Party behaalt winst; Labour verliest 60 zetels.

### 15 december
- In Madrid wordt de 25e klimaatconferentie van de Verenigde Naties na twee weken afgesloten. De top is enkele dagen uitgelopen.
- Het Nederlands vrouwenhandbalteam wint de 24e editie van het wereldkampioenschap.

### 16 december
- De nummer 1 van de Nationale Opsporingslijst, de crimineel Ridouan Taghi, wordt in Dubai in de Verenigde Arabische Emiraten opgepakt.

### 20 december
- Het Britse Lagerhuis spreekt zich uit over het brexitvoorstel dat premier Boris Johnson onderhandelde met de Europese Unie. De parlementsleden keuren de Withdrawal Agreement Bill (WAB) met een grote meerderheid van 358 tegen 234 stemmen goed. Daarmee wordt het voor de Britten mogelijk om op 31 januari 2020 uit de Europese Unie te stappen.
- Het Poolse parlement neemt een wet aan die kritiek verbiedt op beslissingen genomen door de partij Recht en Rechtvaardigheid (PiS) of tribunalen van deze partij.[6]

### 21 december
- De Nederlandse kickbokser Rico Verhoeven blijft wereldkampioen kickboksen in het zwaargewicht bij Glory, nadat zijn tegenstander Badr Hari het moest opgeven wegens een blessure.

### 23 december
- Een rechtbank in Saoedi-Arabië veroordeelt vijf mensen tot de doodstraf vanwege hun betrokkenheid bij de dood van de journalist Jamal Khashoggi in oktober 2018.[7]

### 24 december
- In de Zwitserse plaats Herzogenbuchsee in het kanton Bern brandt op Kerstavond de kerk uit.[8][9][10]

### 26 december
- In het noorden van Nigeria worden elf christelijke mannen onthoofd die waren gegijzeld door Islamitische Staat.[11]

### 27 december
- Bij Almaty stort een Fokker 100 kort na het opstijgen neer. Er vallen 12 doden. (Lees verder)

### 28 december
- In de Somalische hoofdstad Mogadishu vallen meer dan 80 doden door een aanslag met een vrachtwagenbom. Al-Shabaab eist twee dagen later de verantwoordelijkheid op.[12]

### 29 december
- In Het Kanaal bij Duinkerke worden 21 migranten die de oversteek van Frankrijk naar Engeland probeerden te maken, door Urker vissers uit zee gered.[13]

### 31 december
- De gemeentelijke gezondheidscommissie van de Chinese stad Wuhan meldt de uitbraak van een nieuw coronavirus dat de longen aantast. Dit virus zal bekend worden als SARS-CoV-2 en de betreffende ziekte als COVID-19.[14]

## Overleden
← · januari · februari · maart · april · mei · juni · juli · augustus · september · oktober · november · december ·  →